# Lourdes

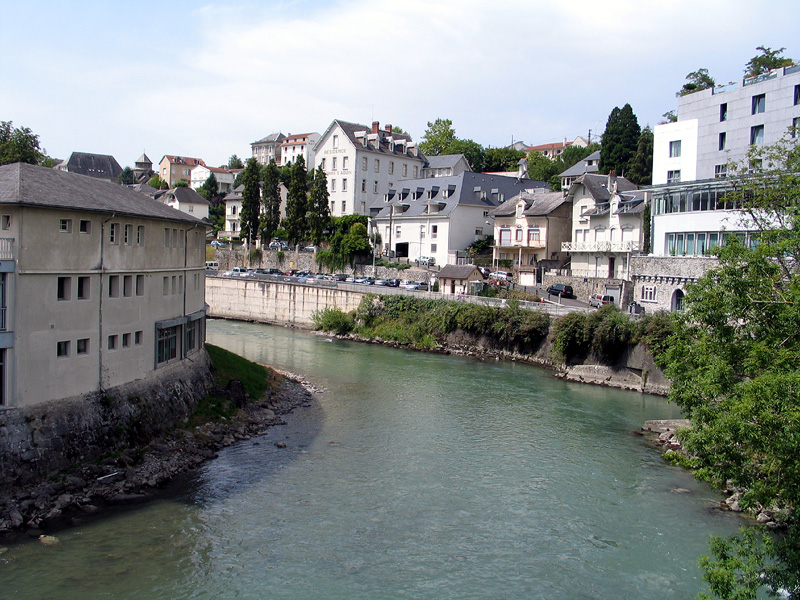
Der Fluss Gave de Pau in Lourdes

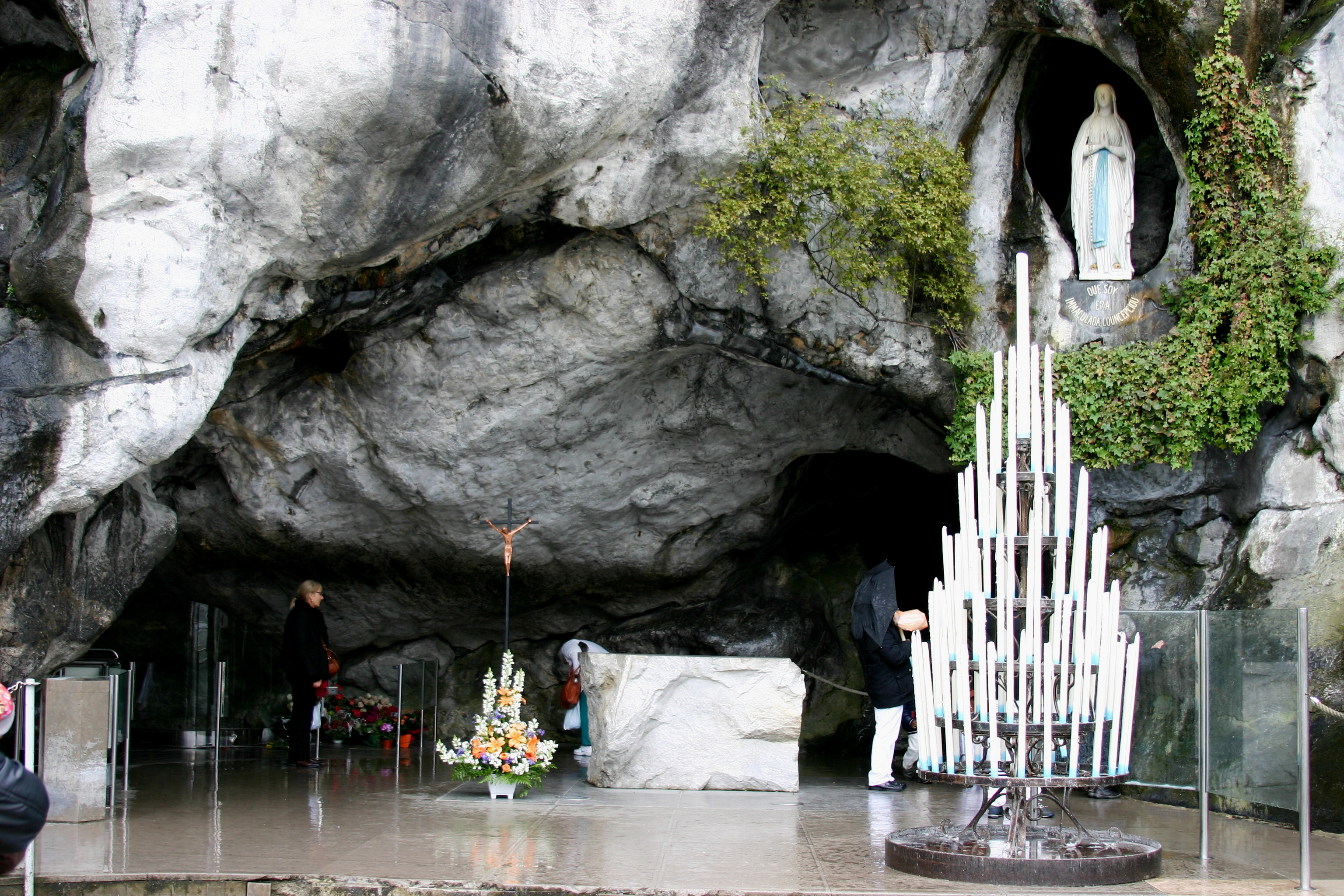
Die Grotte von Massabielle, das Ziel der Lourdes-Pilger, mit der nach Bernadettes Angaben geschaffenen Marienstatue von Joseph-Hugues Fabisch

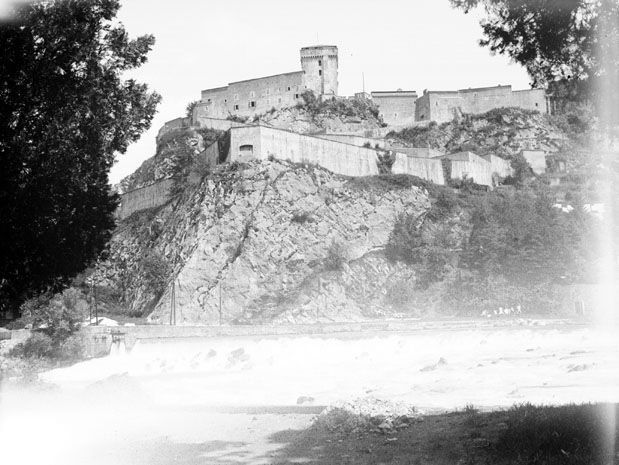
Château und Bahnhof, 1906

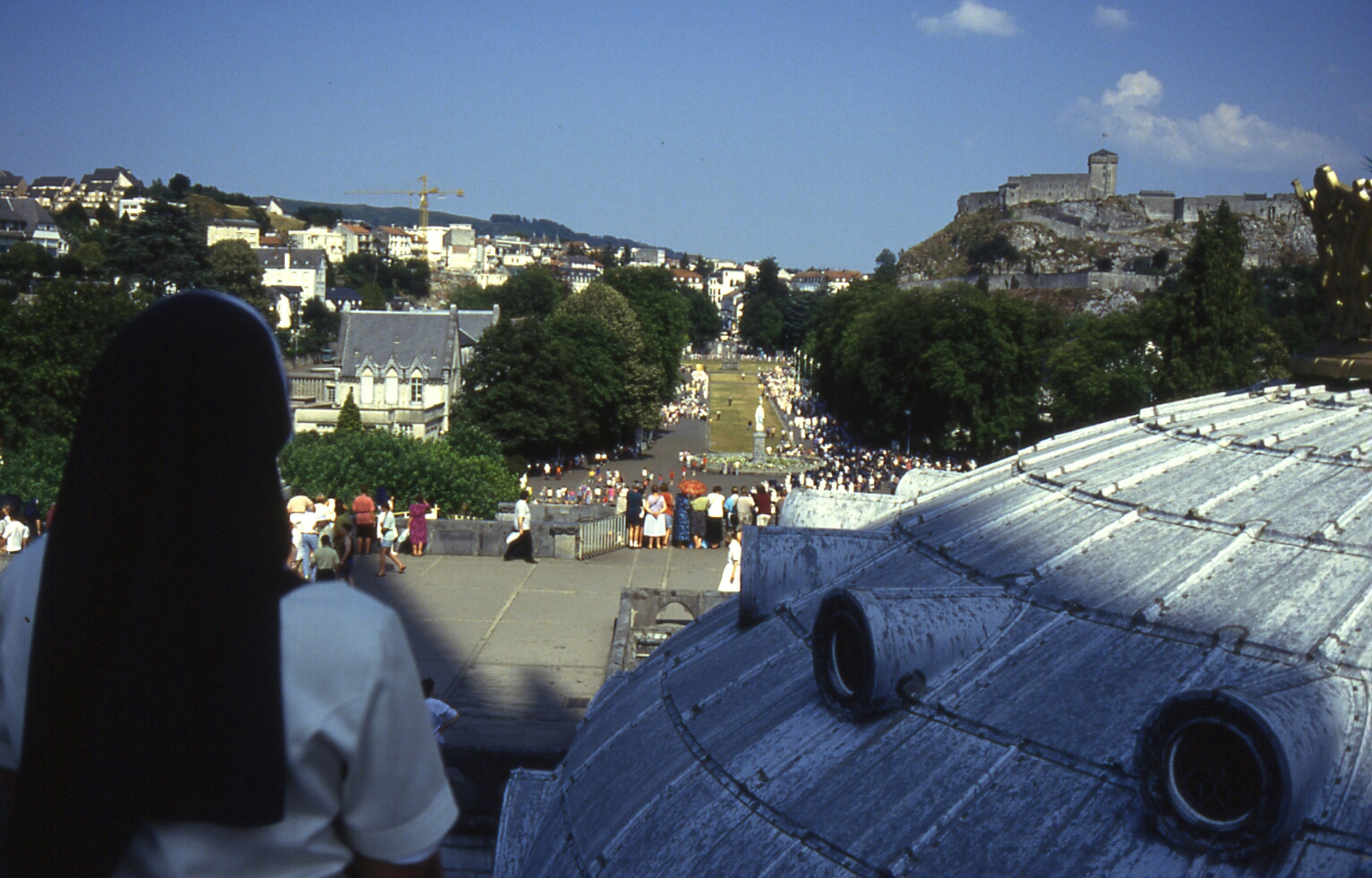
Lourdes 1994

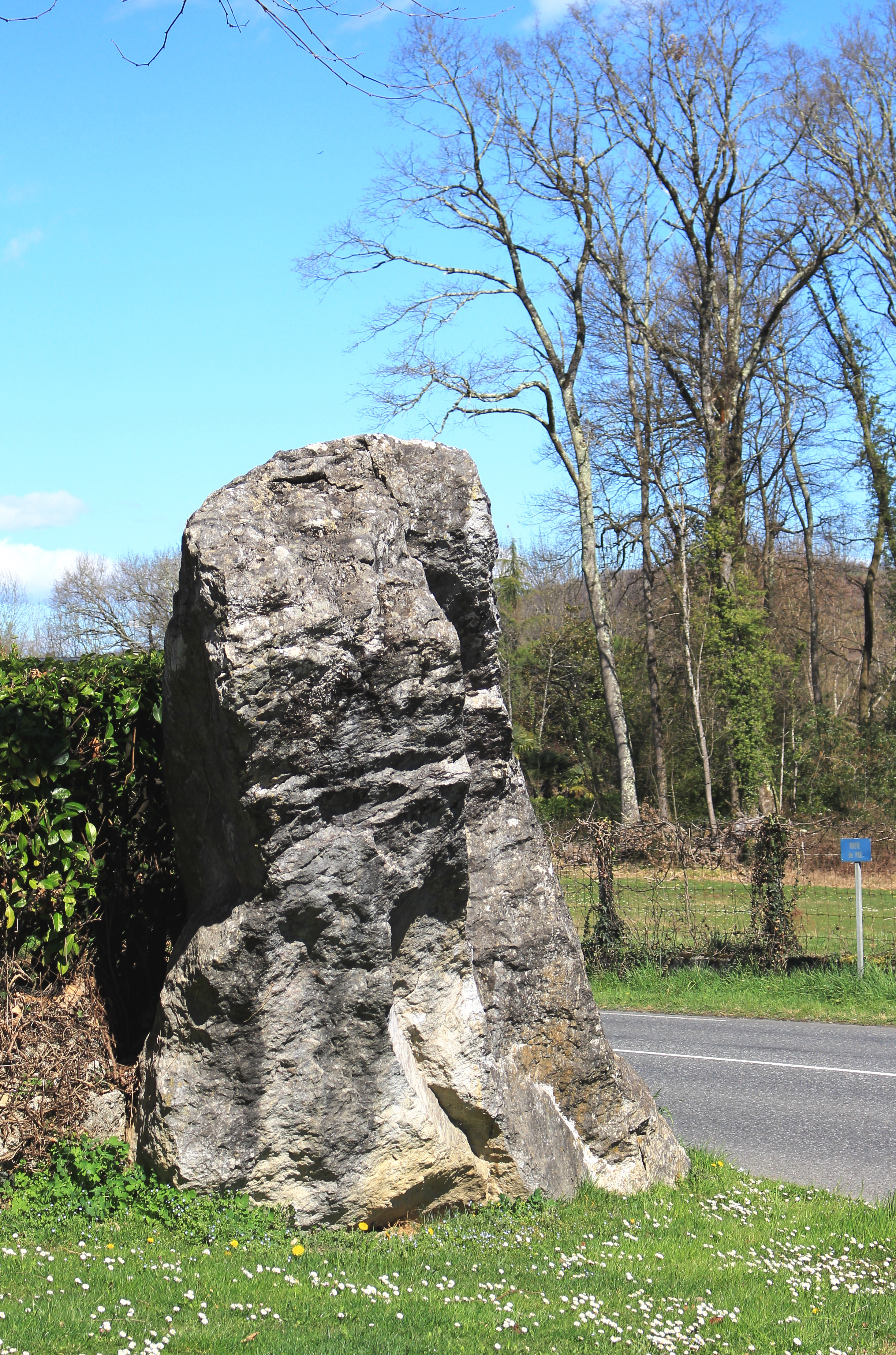
Menhir de Peyre-Crabère

Lourdes [luʁd] (gaskognisch Lorda [ˈluɾðɔ]) ist eine französische Stadt im Département Hautes-Pyrénées in der Region Okzitanien nahe der Grenze nach Spanien. Sie zählt 13.266 Einwohner (Stand 1. Januar 2022). Sie ist einer der weltweit meistbesuchten Wallfahrtsorte. Lourdes gehört zum Bistum Tarbes und Lourdes der römisch-katholischen Kirche. Im Jahr 1858 soll ein damals vierzehnjähriges Mädchen Marienerscheinungen gehabt haben; bald darauf reisten mehr und mehr Pilger nach Lourdes.

## Geographie
Lourdes liegt im nördlichen Vorgebirge der Pyrenäen in einer Höhe von 420 Metern. Vom Süden kommend fließt der Gave de Pau durch Lourdes.

## Wallfahrtsort
1858 soll Bernadette Soubirous nahe der Grotte Massabielle (Massevieille, „alter Fels“) mehrfach Erscheinungen einer weiß gekleideten Frau gehabt haben. Später offenbarte sich nach ihren Worten die Erscheinung als „die unbefleckte Empfängnis“, was der Pfarrer und die kirchliche Untersuchungskommission als Bestätigung des Dogmas von der Unbefleckten Empfängnis Mariens deuteten. Bei einer dieser Erscheinungen wurde die Quelle in der Grotte freigelegt. Die Mutter Gottes bat Bernadette Soubirous nach ihren Worten darum, den Priestern auszurichten, dass an der Grotte eine Kirche errichtet werde, und um Prozessionen dorthin.
Heute ist die Kirche ein bedeutender Wallfahrtsort. Der Quelle werden Heilkräfte zugeschrieben, und es wurde von vielen Wunderheilungen berichtet. Bernadette Soubirous wurde am 8. Dezember 1933 heiliggesprochen. Vom 14. bis 15. August 2004 besuchte Papst Johannes Paul II. Lourdes, vom 13. bis 15. September 2008 sein Nachfolger, Papst Benedikt XVI.
Emmanuel Macron besuchte im Juli 2021 als erster Staatspräsident Frankreichs den Wallfahrtsort Lourdes.
Der US-amerikanische Film Das Lied von Bernadette von 1944 ist die erste Verfilmung über Bernadette Soubirous und den Hergang des Wunders von Lourdes. Der Film wurde mit mehreren Oscars und Golden Globes ausgezeichnet.
Der Film Lourdes charakterisiert das Leben mit der Wallfahrt und die Stadt.

## Sehenswürdigkeiten
Die meisten Besucher werden durch die katholischen Wallfahrtsstätten, insbesondere die Site des sanctuaires („Heiliger Bezirk“) um die Erscheinungsgrotte, die Quelle mit dem als wundertätig geltenden Wasser und die Bäder (Piscines) für die Kranken sowie die drei großen Kirchenbauten – die Basilika Notre-Dame-de-l’Immaculée-Conception, die Rosenkranz-Basilika und die unterirdische Basilika Saint-Pie X – angezogen. Diese fasst bis zu 25.000 Besucher.
Ein historischer Rundgang verbindet die Lebensstationen der heiligen Bernadette. Dazu gehört auch die Pfarrkirche Sacré-Cœur. Daneben besteht das Karmelitinnenkloster Lourdes.
Lourdes ist auch ein Basispunkt für den Tourismus in den Pyrenäen. Im Musée pyrénéen de Lourdes in der Festung Château fort de Lourdes wird Franz Schrader (1844–1924), unter anderem ein bedeutender Pyrenäenforscher, gewürdigt.
Den am Ortsrand gelegenen Berg Pic du Jer kann man zu Fuß oder mit der Standseilbahn Funiculaire du Pic du Jer erreichen.

## Wirtschaft
Wichtigster Wirtschaftsfaktor ist der Pilgertourismus. Lourdes hat (Stand 2010) rund 12.000 Betten in Hotels und Herbergen. Die Gemeinde Lourdes zählt mit rund fünf Millionen Übernachtungen jährlich nach Paris die meisten Übernachtungen in Frankreich. 68 Prozent der Besucher kommen aus dem Ausland, 31 Prozent aus Italien, gefolgt von Briten und Spaniern. Es gibt rund 200 Andenkenläden.

### Verkehr
Lourdes hat einen internationalen Flughafen, 10 km nördlich der Stadt nahe der RN 21.
Der Bahnhof Lourdes liegt an der Bahnstrecke Toulouse–Bayonne. Von 1914 bis 1932 wurde ferner die Bahnstrecke Lourdes–Artigues betrieben, die einen separaten Bahnhof an der Place Peyramale im Osten der Altstadt hatte.
Viele Besucher kommen per Bus oder Bahn. 2010 gab es rund 400 Sonderzüge. Mit vier regulären TGV täglich (Stand 2024) ist Lourdes in knapp 5 Stunden Fahrtzeit ab Paris erreichbar.

## Sport
Bedeutendster Sportverein der Stadt ist der FC Lourdes, der Rugby Union spielt und acht Mal französischer Meister wurde.
Am 15. Juli 2011 war Lourdes Zielort einer Etappe der Tour de France 2011.

## Städtepartnerschaften
In der Zusammenarbeit Shrines of Europe ist Lourdes seit 1996 mit fünf anderen Marienwallfahrtsorten verbunden; 2017 wurde Einsiedeln als sechstes Mitglied aufgenommen. Die Partnerorte sind:
| Deutschland | Altötting (Deutschland)                  |
| Schweiz     | Einsiedeln (Schweiz)                     |
| Portugal    | Fátima (Portugal)                        |
| Italien     | Loreto (Italien)                         |
| Österreich  | Mariazell (Österreich)                   |
| Polen       | Tschenstochau (Polen; poln. Częstochowa) |

## Persönlichkeiten
- Jean-Pierre Maransin (1770–1828), General
- Bernadette Soubirous (1844–1879), Ordensschwester
- Antoine Tisné (1932–1998), Komponist
- Henri Bernard Meier (* 1936), Schweizer Unternehmer
- Pierre Birnbaum (* 1940), Historiker und Soziologe
- Jean-Jacques Boussemart (* 1963), Leichtathlet
- Arnaud Larrieu (* 1966), Regisseur
- Boris Neveu (* 1986), Kanute